# Jean Couy
Jean François Alexandre Couy est un peintre, dessinateur et graveur français né le 11 avril 1910 dans le 4e arrondissement de Paris et mort le 30 novembre 1983 dans le 13e arrondissement de Paris.
Artiste abstrait lyrique appartenant à la Nouvelle école de Paris et à qui l'on doit également des cartons de tapisseries et des illustrations bibliophiliques, il vécut en partage entre le 17, rue Campagne-Première, dans le 14e arrondissement de Paris, et la commune de Saint-Léon.

## Biographie
Jean Couy naît le 11 avril 1910 dans le 4e arrondissement de Paris: il est le fils unique de commerçants exerçant dans le Marais (lui breton, elle normande).
Conservant à jamais en mémoire une longue maladie qui, à l'âge de huit ans, l'immobilise en même temps qu'il s'y nourrit de lectures et de rêves, Jean Couy, à l'âge de quinze ans, suit ses parents dans une nouvelle installation à Chatou où il est commis épicier en même temps qu'il commence à pratiquer le dessin avec ferveur dans des flâneries en solitaire sur les berges de la Seine.

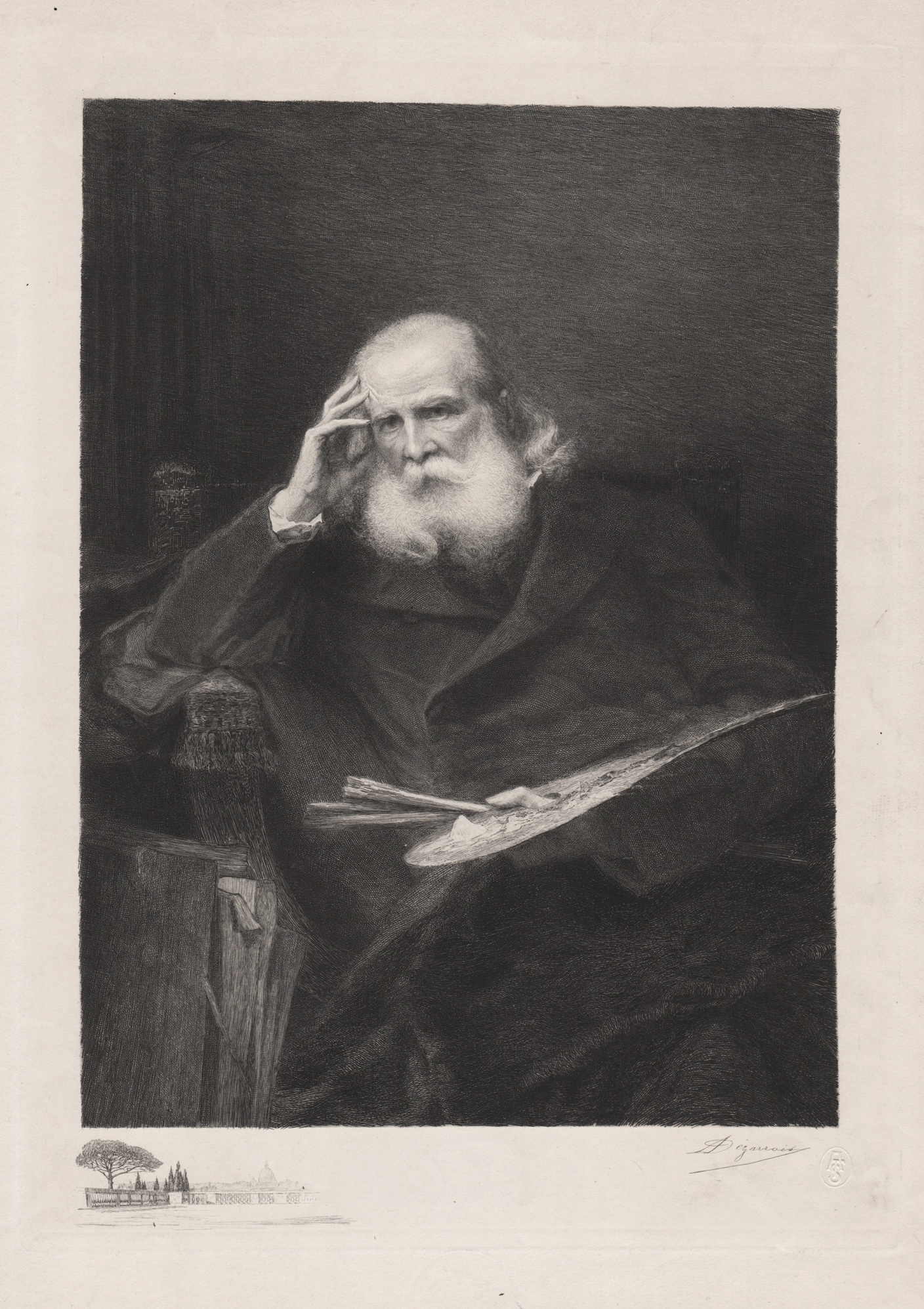
Antoine François Dezarrois

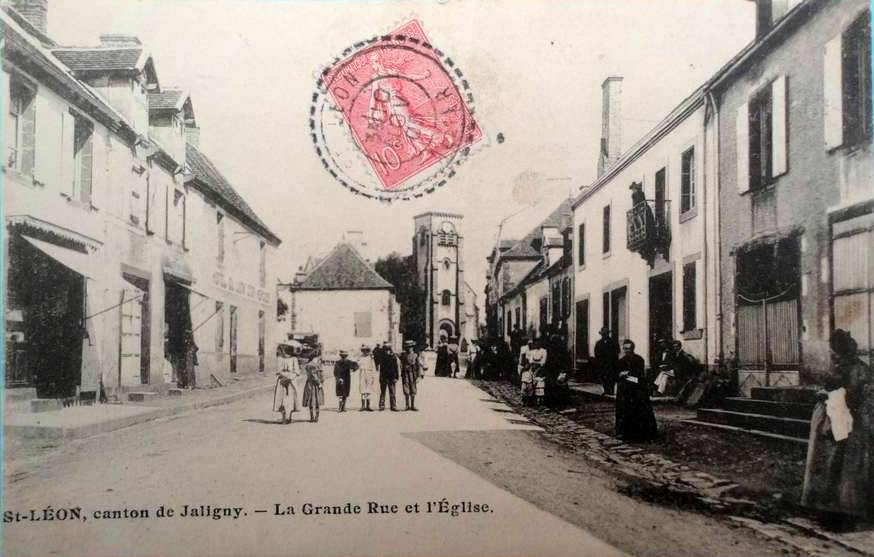
Saint-Léon (Allier)

En 1929, il expose deux paysages au Salon des indépendants puis, de 1930 à 1934, est élève du graveur Antoine François Dezarrois à l'École nationale supérieure des beaux-arts, commençant simultanément à pratiquer la peinture de façon indépendante. C'est l'époque où il rencontre Marguerite Bayon (1911-2005), également étudiante à l'École des beaux-arts où elle fréquente pour sa part l'atelier de gravure de Jacques Beltrand, qui deviendra son épouse le 7 février 1934 et qui lui fera découvrir Saint-Léon, dans l'Allier, où elle conserve des attaches familiales : le couple fera du village son autre lieu de vie, Jean Couy s'y aménageant plus tard un second atelier. Le jardin de l'artiste à Saint-Léon, au Vignot (au nord du bourg), que, « sa vie durant, il arpenta, cultiva et peignit », sera ainsi perçu par son biographe Jacques Leenhardt comme « l'espace expérimental situé entre l'incontrôlable effervescence végétale et l'ordonnancement des allées et des tailles qui nourrit toute l'œuvre de Couy », comme « le théâtre même devant lequel l'artiste, assis sur son banc, se laisse pénétrer par le spectacle de l'art ».

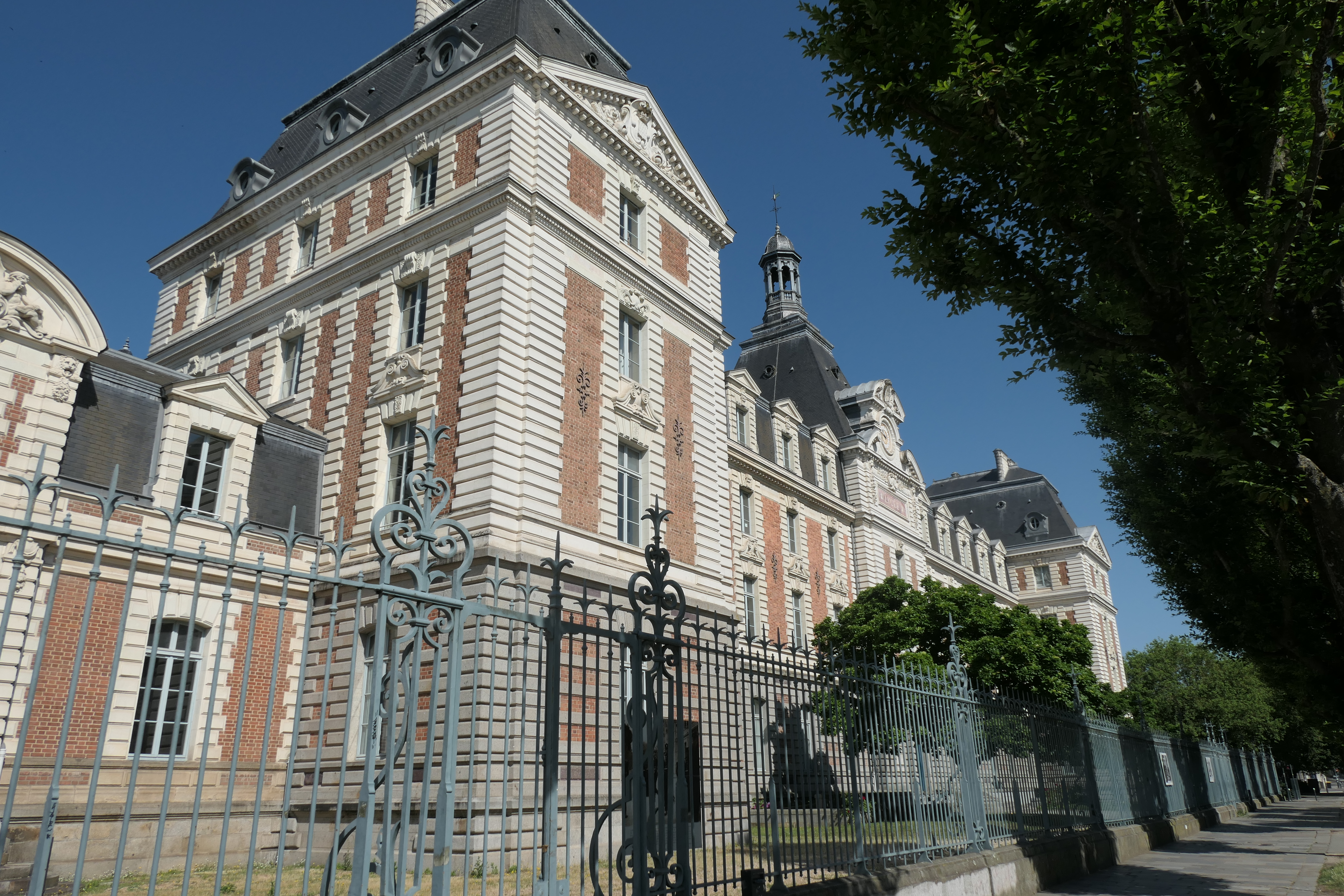
Lycée Émile-Zola de Rennes

En 1935, Jean Couy est nommé professeur de dessin au lycée de garçons de Rennes, aujourd'hui lycée Émile-Zola. Mobilisé dans les chars en Lorraine en 1939, il refusera de participer à toute manifestation artistique pendant l'Occupation. Son atelier de Rennes est totalement détruit dans les flammes lors des bombardements qui accompagnent la libération de la ville en 1944.

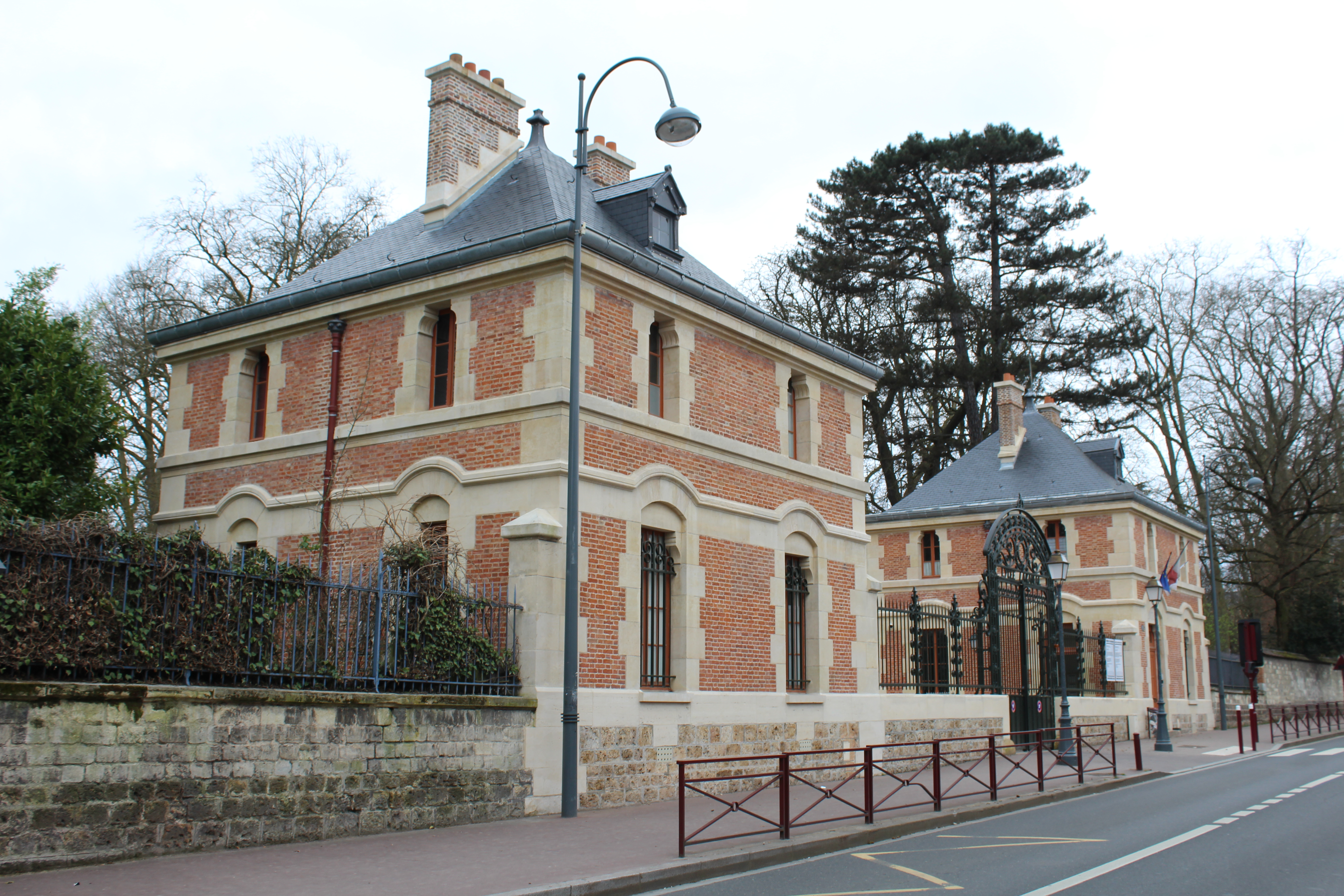
Lycée Lakanal, Sceaux

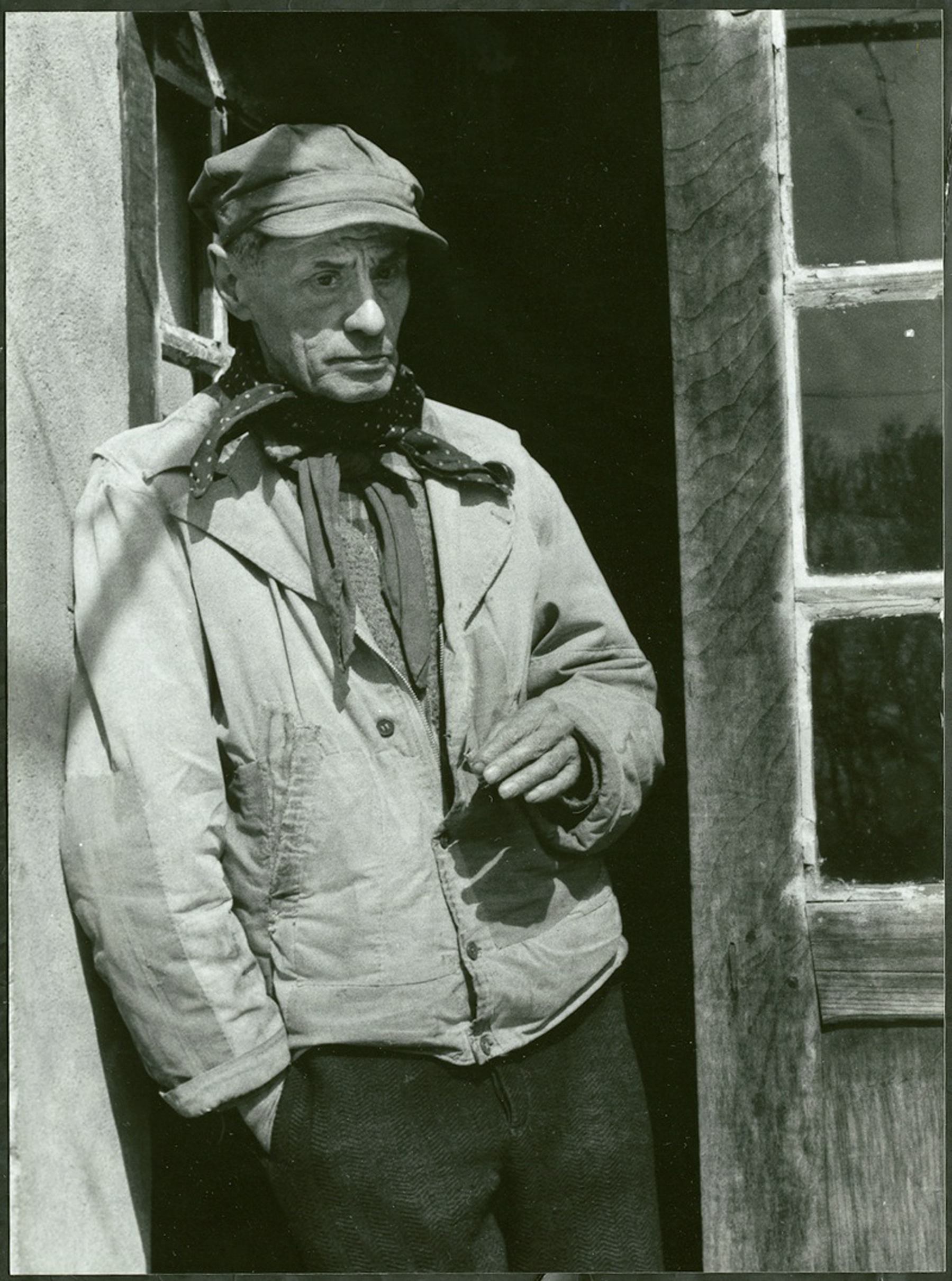
Roger Bissière

De retour à Paris en 1945, Jean et Marguerite Couy s'installent définitivement au 17, rue Campagne-Première dans le quartier du Montparnasse. Nommé alors professeur de dessin au lycée Lakanal de Sceaux (il y enseignera jusqu'en 1971), Jean Couy renoue avec la gravure - domaine où, selon Jean-Eugène Bersier, il est alors « praticien de première force, se servant souvent de la couleur pour animer une surface aux déchirures disciplinées, en utilisant le demi-relief ou d'autres disciplines » -, exposant dès 1945 au Salon de la Jeune Gravure contemporaine auquel il demeurera fidèle toute sa vie. Sa première exposition personnelle à Paris, à la Galerie Breteau, a lieu en 1950. De 1951 date son amitié pour Roger Bissière et son fils Marc-Antoine, dit Louttre (qui plus tard adoptera la signature de Louttre.B), auprès de qui il effectuera plusieurs séjours à Boissièrette, de 1958 son expérience de la tôle émaillée auprès de Jean et Élisabeth Deville à Charleville-Mézières.
Jean Couy meurt le 30 novembre 1983 à l'hôpital de la Salpêtrière dans le 13e arrondissement, et est inhumé, avec son épouse Marguerite, à Saint-Léon.

## Œuvre
Si Jean Couy est défini comme un peintre et graveur de l'abstraction lyrique ou de l'expressionnisme abstrait, cette approche est tempérée par Jean-Pierre Delarge qui range l'artiste dans l'abstraction impressionniste au début des années 1950 pour le voir revenir, à la fin de la décennie 1960, vers une figuration où le végétal domine, avec « des géométries planes étalées entre les bosquets et les futaies et traitées en sépia qui le disputent au violacé ». Alors qu'en 1967 Georges Boudaille observe qu'ainsi « il est tenu à l'écart aussi bien par les purs abstraits, qui ne peuvent admettre l'inspiration bucolique de ses tableaux, que par le clan figuratif, radicalement opposé à la formulation d'une pensée en peinture par des moyens spécifiquement plastiques », René Huyghe et Jean Rudel peuvent, en 1970, situer Jean Couy avec Gérald Collot, Géula Dagan, Olivier Debré, Paul Kallos, Robert Lapoujade et Georges Romathier du côté d'une « synthèse pure » où le souci de l'artiste « n'est plus de représenter une nature imitée, copiée, mais de fixer une perception du monde au centre des éléments ». Dans cette même voie, au terme d'abstraction pure Lydia Harambourg substitue celui de « figuration stylisée », Gérard Xuriguera parlant pour sa part de « figurations douces, enrichies de leur passage par l'abstraction » où il situe Jean Couy, aux côtés de peintres comme Claude Garache, François Jousselin, Louttre.B, Xavier Valls ou Jacques Vimard, dans une « approche de l'observé non inféodée au document photographique, non objectivisée par l'œil enregistreur d'un regard froid », dans ce charme qui, « d'après Vladimir Jankélévitch, est non seulement toujours absent et toujours ailleurs, mais en outre perpétuellement plus tard ».

### Contributions bibliophiliques
- Henri Classens, Aux portes de l'imaginaire, dix-sept eaux-fortes originales de Jean Couy, deux cent quatre-vingt cinq exemplaires numérotés, Éditions de la Caravelle, 1947[16].
- Alfred de Musset, Historien om en vit trast (histoire du merle blanc), burins originaux de Jean Couy, Bibliofile Klubben, Stockholm, 1952.
- Arthur de Gobineau, Livet pa resa, burins originaux de Jean Couy, Bibliofile Klubben, Stockholm, 1953.
- Selma Lagerlöf, Le merle blanc, burins originaux de Jean Couy, La Maison du chagrin, 1953.
- Jules Laforgue, Quelques poèmes, vingt burins originaux de Jean Couy, cent soixante exemplaires numérotés, Bibliophiles et graveurs d'aujourd'hui, 1958[17].

## Expositions

### Expositions personnelles
- Galerie des beaux-arts, Rennes, 1946, 1962[6].
- Galerie Breteau, Paris, 1950[14].
- Galerie Le Cercle, Paris, 1956[18],[6].
- Galerie Synthèse, Paris, 1958, avril 1959[19], 1961, 1964, 1966[14].
- Jean Couy - Gravures et gouaches, Fantasy Gallery, Washington, 1958.
- Jean Couy - Jardins, Galerie Synthèse, Paris, 1959[20].
- Jean Couy - Gravures, Galerie Landwerlin, Strasbourg, 1959.
- Galerie Badan, Genève, 1959.
- Jean Couy - Gouaches et pastels, Galerie Bridel, Lausanne, 1959.
- Musée Cantini, Marseille, 1961.
- Galerie Diario de Noticias, Lisbonne, 1962[6].
- Galerie Trudi Oberli, Ronca Haus, Lucerne, 1962.
- Jean Couy - Gravures, château d'Orvalée (Allier), 1970[6].
- Galerie Bongers, Paris, 1969, 1971, 1975[6].
- Galerie Le Soleil dans la tête, 1975[21], octobre 1977[6].
- Galerie Protée, Toulouse, 1976
- Galerie Convergence, Nantes, 1978.
- Jean Couy - Œuvres de 1950 à 1970, Galerie Protée, Paris, juin 1989[22],[6].
- Galerie Lanel, Honfleur, 1989[6].
- Galerie Gloux, Concarneau, 1989[6].
- Jean Couy, rétrospective, Musée (Villa Médicis) de Saint-Maur-des-Fossés, avril-juin 1990, décembre 2008[23].
- Jean Couy - Gravures, dessins, MUDO - Musée de l'Oise, Beauvais, mai-septembre 1991.
- Jean Couy - Dessins, estampes, Château-Musée de Nemours, mai-septembre 1994.
- Jean Couy, peintures et dessins - Rétrospective, Espace Saint-Jean, Melun, octobre 2008 - janvier 2009[24],[25].
- Jean Couy - Œuvres sur Papier, Galerie Zart 03, Jaligny-sur-Besbre, septembre-novembre 2010.
- Hommage à Jean Couy, La Galerie, esplanade Napoléon-III, Vichy, septembre-novembre 2010[26].
- Maison à Pondalez, Morlaix, octobre 2017 - avril 2018[27].
- Jean Couy, peintre et graveur, "l'amoureux du Bourbonnais", Salon d'honneur de l'hôtel du département de l'Allier, Moulins, novembre 2019[28].

### Expositions collectives
- Salon des indépendants, Paris, de 1930 à 1939.
- Salon de la Société nationale des beaux-arts, Paris, à partir de 1935.
- Salon d'automne, Paris, à partir de 1935 (sociétaire en 1952)[29].
- Musée des beaux-arts de Rennes, 1939, 1946, 1952[30].
- Salon de la jeune gravure contemporaine, Paris, de 1945 à 1983.
- Salon de mai, Paris, à partir de 1954.
- Salon des réalités nouvelles, Paris, à partir de 1954, hommage particulier en 1984.
- Les peintres de l'École de Paris, Caracas, 1954.
- Biennale de Turin, 1954, 1959, 1961.
- Salon Comparaisons, Paris, à partir de 1957.
- Salon de mai, Kunsthaus de Zurich, 1959.
- École de Paris, Tokyo et Kyoto, 1960.
- Les contemporains (présentation de Bernard Dorival), Musée des beaux-arts de Reims, 1960[6].
- Groupe de Synthèse : André Bourdil, Jean Couy, Eugène Leroy, Jean Lombard, Orlando Pelayo, Daniel Ravel, Musée des beaux-arts de Nantes, 1960.
- Biennale de São Paulo, 1963.
- École de Paris, Galerie Charpentier, Paris, 1963.
- Expressions nouvelles, château Grimaldi, Antibes, 1963.
- Trois siècles de tapisserie française, MUDO - Musée de l'Oise, Beauvais, 1964.
- Biennale internationale de la gravure, Ljubljana et Tokyo, 1965.
- Quatre graveurs : Jean Couy, Jean Deville, André Jacquemin, Élisabeth de la Mauvinière, Musée de l'Ardenne et Musée Rimbaud, Charleville-Mézières, avril-septembre 1970.
- Cent années de gravure d'art contemporain, musée des Beaux-Arts de Nîmes, 1970.
- Biennale de Venise, 1978.
- Biennale de la jeune gravure contemporaine, Grand Palais des Champs-Élysées, octobre-novembre 1985[31].
- Jean Couy, Jean Dometti, Yasuyuki Kihara, Hector Saunier, Javier Vilató, Michel Wolfender, La Maison de la gravure au Marais, Paris, février-mars 1986.
- De Bonnard à Baselitz - Dix ans d'enrichissements du cabinet des estampes, cabinet des estampes de la Bibliothèque nationale de France, 1992[32].
- Un arbre, une œuvre, des fruits - Gravures, Mairie de Saint-Léon (Allier), octobre-novembre 2012[33].
- Vingt graveurs, quarante gravures - Portugal, France, médiathèque de Fontenay-aux-Roses, mai 2016 ; musée municipal Amadeo de Souza-Cardoso (pt), Amarante, août-septembre 2016 ; musée municipal Santos Rocha (pt), Figueira da Foz, octobre 2016 - janvier 2017[34].
- Les artistes de la Galerie Le Soleil dans la tête (Jean Couy, Michel Moskovtchenko, Atila Biro, Franta...), Maison de la culture et des loisirs de Saint-Étienne, novembre-décembre 2016.
- L'âme du paysage, espace Art et Liberté, Charenton-le-Pont, septembre-octobre 2022.
- Auprès de nos arbres, médiathèque André-Malraux, Maisons-Alfort, octobre-décembre 2023.

## Réception critique
- « Partant du motif concret, diffusant la lumière à l'extrême, Jean Couy parvient au non-figuratif. Une peinture d'une poésie délicate, équilibrée, saine, fraîche, d'une subtile finesse linéaire, atteignant la transparence par l'élégance des tons employés, presque pastellisés ; bleu, orange, beige, tel est en général son chromatisme. » - Henry Galy-Carles[20]
- « Sa peinture doit beaucoup à sa gravure. Tant dans le sujet que dans sa facture, sa technique. Imagier, Jean Couy cherche dans la gravure l'accord le plus juste des noirs et blancs, son dessin module la lumière qu'il crée, qu'il circonscrit, qu'il enveloppe d'ardeur végétale, de plans d'ombres. » - Jean-Jacques Lévêque[35]
- « La figuration stylisée, voire transposée, ne dissimule pas l'exigeante discipline plastique qu'il s'impose. D'où son travail sur le noir et blanc et la pratique quasi-exclusive du burin. Il parvient à un assouplissement des rythmes qui naît de stries répétitives. Cette structure, il la transpose dans ses huiles, dans lesquelles il lui faut allier construction et couleurs. Sa palette très personnelle privilégie la gamme des ocres, des verts rehaussés de rouges et de bleus. Inspiration lyrique et poétique traduite en termes plastiques purs pour évoquer des paysages dictés par la réalité mais toujours repensés. Avec les années, la lumière introduit une nouvelle dimension. » - Lydia Harambourg[14]
- « Couy n'a jamais peint le spectacle qui s'offrait à lui parce qu'aucun spectacle ne s'offre. Toute chose qui est vue est construite, confusément d'abord dans la mémoire, sciemment ensuite, sur le tableau. Alors autant le savoir et construire vraiment sa vision, et aucun peintre n'a construit autant ses paysages que Jean Couy. Sans doute dira-t-on que ceux de Jacques Villon sont plus géométrisés, que ceux de Claude Monet sont plus unifiés, que ceux de... Pourtant, aucun paysagiste n'a poussé plus loin que Jean Couy la volonté de construire. » - Jacques Leenhardt[6]
- « Jean Couy reste attaché à la réalité ou tout au moins au souvenir du regard qu'il planifie selon les rythmes équilibrés de l'abstraction... Ses œuvres, fondées sur la réalité, cherchent à unir plastique et poétique. L'abstraction n'est pas son but premier, lui-même avoue ne pas être un véritable abstrait, mais avoir bénéficié de la liberté du geste et de la couleur qui lui a permis l'abstraction. » - Alain Pizerra[4]

## Collections publiques

### France
- Mairie d'Aubin (Aveyron), Les confidences, huile sur toile 116x89cm (dépôt du Centre national des arts plastiques)[36].
- MUDO - Musée de l'Oise, Beauvais.
- Musée départemental d'Art ancien et contemporain, Épinal.
- Artothèque de Melun.
- Musée des Beaux-Arts de Morlaix, 3 huiles sur toiles, 5 gravures.
- Musée des Beaux-Arts de Nantes :
  - Vœux (1), eau-forte 14,7x11,2cm[37] ;
  - Vœux (2), eau-forte 20,4x15,6cm[38] ;
  - Le Potager, pastel 31x24,5cm[39].
- Département des estampes et de la photographie de la Bibliothèque nationale de France, Paris : 104 gravures[32].
- Manufacture des Gobelins, Paris.
- Ministère des affaires étrangères, Paris, L'horizon, huile sur toile 60x92cm, vers 1956 (dépôt du Centre national des arts plastiques)[40].
- Ministère de la santé, Paris, Le marais, huile sur toile 97x130cm, 1961 (dépôt du Centre national des arts plastiques)[41].
- Musée d'Art moderne de la ville de Paris :
  - La Rivière, gravure 25x40cm, vers 1960[42] ;
  - Printemps, gouache 73x100cm, 1961[43] ;
  - La Fin du jour, gravure 39x56,5cm[44] ;
  - Le Temps passe, linogravure 50x32cm, vers 1968[45] ;
  - Les Flacons, burin 25x33cm, 1955[46] ;
  - Sans titre, encre sur papier 23,5x27,3cm[47] ;
  - Petit jardin, lavis d'encre de Chine 46,7x31,8cm, 1961[48].
- Chalcographie du Louvre, Paris.
- Musée national d'Art moderne, Paris.
- Fonds national d'art contemporain, Puteaux :
  - Dans un parc, burin 65,8x50,2cm, 1954[49] ;
  - Nocturne III, lithographie 65x50cm[50] ;
  - Janvier, huile sur toile 146x97cm, 1961[51].
- Lycée Émile Zola de Rennes, La Mandragore, huile sur toile[7].
- Musée des Beaux-Arts de Rennes.
- Musée d'Art moderne et contemporain de Saint-Étienne Métropole :
  - Les hirondelles, gravure au burin 33x25cm[52] ;
  - Les flacons, burin 25x33cm, vers 1955[53] ;
  - Plantes aquatiques II, eau-forte 56,5x38,3cm, 1955-1958[54] ;
  - L'hiver, eau-forte 66x56,2cm, 1965[55] ;
  - La nuit eau-forte 56x38cm, 1969[56].
- Musée (villa Médicis) de Saint-Maur-des-Fossés : tout l'œuvre gravé de Jean Couy[57].
- Lycée Lakanal, Sceaux (Hauts-de-Seine), Nostalgie du soir, huile sur toile.
- École nationale d'administration, Strasbourg, Soleil d'hiver, huile sur toile 146x97cm, 1965 (dépôt du Centre national des arts plastiques)[58].
- Musée d'Art moderne et contemporain de Strasbourg, Vers la nuit, eau-forte et burin 40x56,7cm[59].

### Autres pays
- Cuming Museum (en), Londres, Le Temps passe, gravure, vers 1968[60].
- Université catholique d'Amérique, Washington, Paysage, gravure (donation Strischock Print Collection)[61].
- Musée de Djakarta.
- Maison franco-japonaise, Tokyo.
- Ambassade de France à Port-d'Espagne (Trinidad-et-Tobago), Fin du jour, huile sur toile 114x162cm, 1975 (dépôt du Centre national des arts plastiques)[62].

## Collections privées référencées
- Henri Adam-Braun[63].
- Jean Dausset[64].

## Hommages
- Lors de la Biennale de l'estampe de Saint-Maur, l'Association des amis de Jean Couy décerne tous les deux ans le prix Jean-Couy, créé en 2014 et réservé aux jeunes graveurs de moins de 40 ans.
- Une place de Saint-Léon (Allier) porte le nom de Jean-Couy.
- La salle d'arts plastiques du lycée Émile-Zola de Rennes en laquelle enseigna Jean Couy porte aujourd'hui son nom.

### Radiophonie
- Émission Pont des arts, interview de Jean Couy par Michel Bydlowsky, France-Culture, 7 mai 1983.